# Museo de Historia Natural Hasan bey Zardabi
El Museo de Historia Natural Hasan bey Zardabi es un museo de historia natural situado en Bakú, Azerbaiyán. El museo lleva el nombre de Hasan bey Zardabi, periodista e intelectual de Azerbaiyán y fundador del primer periódico del país, "Akinchi" ("El Agricultor") en 1875.

## Colecciones
El museo tiene dos departamentos: el departamento de geología que tiene las muestras de fuentes naturales metálicos y no metálicos, minerales y rocas de Azerbaiyán y el departamento de zoología. La colección general de museo asciende a más de 1400 elementos diferentes. El departamento biológico expone numerosos fragmentos y esqueletos de los huesos de animales encontrados durante trabajo de campo e investigación. La exposición más vieja es los dientes de ichthyosaurus del Cretácico, más de 120 millones años.
Las actividades investigadoras del Museo de Historia Natural han desarrollado en varias direcciones, se concentran especialmente en yacimientos paleontológicos como cueva de Azykh. En la colección hay 41 especies de mamíferos, 110 especies de pájaros, 2 reptilias, 1 anfibio, 107 insectos y 22 especies de plantas. Entre ellos existe esqueletos fosilizados de caballos, ciervo, gacelas y saigas que no viven en el territorio de Azerbaiyán.
La fauna del bosque Eldar consta de 23 representantes de varias formas de animales vertebrados.Además, el museum también tiene dos tipos de hipparions (mamíferos de la familia de equino), la mandíbula inferior del mastodonte.
El museo también expone la mandíbula superior, dientes y colmillos del elefante del sur qué había vivido en nuestro país hace 600000 años y estuvo descubierto en Mingachevir en 2001. 
El museo funciona bajo el patrocinio del Instituto de Geología y Geofísica de Azerbaiyán.

## Galería de imágenes
|  |
|  |

|                                                                                             |
| Esqueleto de Rinoceronte (Pleistoceno) que se encontró en Binagadi (noroccidental de Bakú). |

|                                                                 |
| Cráneo de elefante del sur (Archiodiscodon meridionalis Nesti). |